# Prins Michael af Kent
Hans kongelige højhed Prins Michael af Kent GCVO, KStJ (Michael George Charles Franklin, født 4. juli 1942) er sønnesøn af dronning Mary og kong Georg 5. af Storbritannien.
Prins Michael er medlem af den britiske kongefamilie. Han er fætter til dronning Elizabeth 2. af Storbritannien. Hans mor prinsesse Marina af Grækenland og Danmark var kusine til den britiske prinsgemal Prins Philip, hertug af Edinburgh, der er født som ’’prins af Grækenland og Danmark’’.

## Fødsel og familie
Prins Michael blev født den 4. juli 1942 på landstedet Coppins i Buckinghamshire som det tredje barn og ældste søn af Prins George, hertug af Kent og Prinsesse Marina af Grækenland og Danmark.
Han er oldebarn af kong Georg 1. af Grækenland. Begge hans forældre var oldebørn af kong Christian 9. af Danmark.

## Opkaldt efter Zarens bror
Prins Michael er opkaldt efter den russiske tronfølger og storfyrste Mikhail Aleksandrovitj (1878–1918) (bror til Nikolaj 2. af Rusland). Storfyrste Mikhail og zar Nikolaj 2. var nære slægtninge (fætre) til tre af prins Michaels bedsteforældre.
Da de jordiske rester af zar familien blev undersøgt i 1990'erne afgav prins Michael en blodprøve, der skulle fastslå et evt. slægtskab. Prins Michael deltog i genbegravelsen af zar Nikolaj 2. og hans familie.
Prins Michael besøger ofte Rusland, og han taler sproget flydende.

## Ægteskab og suspenderet arveret
I 1978 giftede prins Michael sig med baronesse Marie Christine Anna Agnes Hedwig Ida von Reibnitz (født 1945). Marie Christine er indretningsarkitekt og forfatter. Gennem sin mor nedstammer hun fra den østrig–ungarske adel.
Ægteskabet var kontroversielt, dels fordi baronesse Marie Christine von Reibnitz netop var blevet skilt fra sin første mand, og dels fordi hun er katolik. Desuden viste det sig, at hendes far havde været officer i SS.
Parret blev viet to gange, først borgerligt i Wien i 1978 og senere kirkeligt (romersk-katolsk) i London i 1983.
Med henvisning til ’’Act of Settlement 1701’’ blev prins Michael suspenderet fra arvefølgen til den britiske trone. Han får formentligt sin arveret tilbage, når alle 16 lande under den britiske krone har tilsluttet sig Succession to the Crown Act 2013.
Parrets to børn er anglikanere, og de har arveret til tronen.
Siden 2. verdenskrig er der kun to personer med en fyrstelig bedstemor, der er blevet gift med kongelige briter. Det er prins Philip i 1947 og baronesse Marie Christine i 1978.
Da prins Michael mistede arveretten til tronen, fik han lov til at beholde titlen ’’Prins af Kent’’.
Baronesse Marie Christine er kendt under høflighedstitlen Hendes kongelige højhed Prinsesse Michael af Kent (længere titel: Hendes kongelige højhed Prinsesse Michael of Kent, Baronesse Marie Christine Anne Agnes Hedwig Ida). Da hendes forældre ikke var fyrstelige, må hun ikke kalde sig prinsesse Marie Christine.
Parrets børn er ikke prinser og prinsesser. Som oldesøn af en regerende konge så kan sønnen bruge titlen ’’Lord’’, mens datteren tilsvarende kan kalde sig ’’Lady’’. Parrets børnebørn kan kun bruge borgerlige titler som fx miss (frøken) eller mister (hr.).

## Kongelige pligter
Prins Michael har ikke arveret til tronen, og parlamentet har ikke bevilget ham apanage. Dronningen har heller ikke bevilget ham indkomst fra den kongelige partikulærkasse (Hertugdømmet Lancaster).
Prins Michael har ikke faste kongelige pligter. Ved enkelte lejligheder repræsenterer prins Michael eller prinsesse Michael dronning Elizabeth 2. eller prinsgemalen (prins Philip). Der sker fortrinsvis udenfor Storbritannien.

## Børn
Prins og prinsesse Michael har en søn og en datter.
- Lord Frederick Windsor (født 6. april 1979) (kendt som Freddie Windsor), gift med The Lady Frederick Windsor (skuespillerinden Sophie Winkleman, født 1980).
- Lady Gabriella Windsor (født 23. april 1981), er en skribent, der skriver under navnet Ella Windsor.

## Barnebarn
Den 15. august 2013 fik Prins Michael sit første barnebarn. Det er frøken Maud Elizabeth Daphne Marina Windsor (miss Maud Windsor), der er datter af lord og lady Frederick Windsor.
Frøken Maud Windsor er født i Los Angeles. Ved fødslen havde hun nummer 42 i arvefølgen til den britiske trone.